# Llet en pols

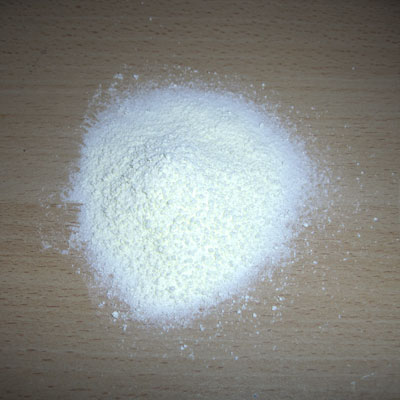
Llet en pols.

La llet en pols és un producte lacti fet per l'evaporació de la llet líquida fins al seu assecament. Aquest producte té una vida més llarga que la llet líquida (fins a sis mesos o més) i no li cal refrigeració per a ser emmagatzemada. El seu transport és més econòmic. El contingut d'humitat de la llet en pols és del 3% mentre la llet líquida en té 87%. Es fa servir en nutrició i en biotecnologia.
La llet en pols reconstituïda no té el mateix gust que la llet líquida de la qual procedeix.
El seu consum, sobretot en nadons, pot causar diferents malalties a causa de la presència del patogen Cronobacter sakazakii.

## Història
Ja Marco Polo esmentà que els tàtars mongols de Khublai Khan portaven deu lliures d'una pasta de llet assecada al sol. Al segle xix molts cercadors van estudiar mètodes per trobar derivats de llet més fàcil de conservar que la llet fresca, tot i mantenir el gust i els valors alimentaris. Un primer procediment pràctic de fabricació va ser desenvolupat pel rus M. Dirchoff el 1832.
Des de la segona meitat del segle xx la fabricació de llet en pols a Europa va ser una solució proposada per respondre a la sobreproducció de llet. El 2018, la sobreproducció de llet en pols era de 378.500 tones, l'equivalent de 3000 milions de litres de llet. El 2019, la Unio Europea va exportar 832.000 tones de pols de llet, un creixement de 42% en comparació amb 2016. L'exportació de llet en pols pot tenir un efecte desestabilitzador en l'economia agrícola local, sobretot a l'Àfrica.

## Procés de fabricació
En l'actualitat es fabrica per assecament en esprai. La llet primer es depura i pasteuritza i després es concentra en un evaporador fins a un contingut de sòlids del 50%. Aquesta llet concentrada s'evapora en una cambra calenta i s'obté una pols.
Hi ha mètodes alternatius d'assecament com el de la capa fina però queda lleugerament caramel·litzada i n'afecta el gust. Un altre procés és per congelació que manté molts nutrients comparat amb el mètode de capa fina.

## Ús
Es fa servir en la indústria alimentària en xocolates, caramels, productes fornejats, galetes, formatge, iogurts etc. S'utilitza per a ser emmagatzemada de manera més econòmica. Per la facilitat de conservar-se sense refrigeració, també té un paper important en les reserves fetes per ajuda d'urgència en cas de catàstrofe o d'ajuda alimentària. El consell d'Europa va publicar el 2001 (i completat el 2007) la directiva que fixa els criteris pels derivats de llet totalment o parcialment deshidratats per a consum humà.
Per a reconstituir-la es fa servir en una proporció de 10% de pols i 90% d'aigua.
La llet en pols descremada es fa servir com a agent saturant en suports com membranes (Nitrocel·lulosa, PVDF, Nylon), ja que prevé els enllaços. La caseïna de la llet és el principal component responsable de l'efecte anti enllaç.

## Valor nutritiu
La llet en pols conté tots els 21 aminoàcids estàndards. En el procés de la deshidratació perd les vitamines sensibles a la calor, que aleshores s'hi han de tornar a afegir. Les altres vitamines no són alterades pel procés.

## Adulteració
El setembre de 2008 hi va haver a la Xina un escàndol per haver-hi trobat melamina. S'hi va afegir per tal d'incrementar el contingut en proteïna en fórmules per infants i hi va haver milers de d'afectats i quatre morts.